# Erygia exempta
Erygia exempta là một loài bướm đêm trong họ Noctuidae.